# Diaea livens
Diaea livens es una especie de araña cangrejo del género Diaea, familia Thomisidae. Fue descrita científicamente por Simon en 1876.

## Distribución
Esta especie se encuentra en Europa central y meridional, Turquía, Cáucaso e Irán. Introducido a EE. UU.